# الرؤية ثنائية اللون
الرؤية ثنائية اللون حالة تتمثل بوجود نوعين من الخلايا المستقبلة للضوء العاملة، المسماة الخلايا المخروطية، في العينين. تُسمى الكائنات الحية ذات الرؤية ثنائية اللون الكائنات ثنائيات اللون. تحتاج ثنائيات اللون إلى لونين أوليين فقط لتمثيل سلسلتها اللونية. على سبيل المقارنة، تحتاج ثلاثيات الألوان ثلاثة ألوان أولية وتحتاج رباعيات الألوان أربعة. وعلى نحو مشابه، يمكن توليد كل لون في السلسلة اللونية لثنائيات اللون باستخدام ضوء أحادي اللون بينما يمكن توليد كل لون في السلسلة اللونية لثلاثيات الألوان بمزيج من الضوء أحادي اللون والضوء الأبيض.
تُعتبر الرؤية ثنائية اللون لدى البشر حالة من حالات نقص رؤية الألوان تكون فيها إحدى الخلايا المخروطية الثلاث غير موجودة أو لا تعمل وبالتالي ينخفض عدد أبعاد اللون إلى بُعدين.

## الإدراك
تُمكن الرؤية ثنائية اللون من خلال نوعين من الخلايا المخروطية ذات حساسيات طيفية مختلفة، ومن خلال الإطار العصبي الذي يسمح بمقارنة استثارة الخلايا المخروطية المختلفة. تكون رؤية الألوان الناتجة أبسط من الرؤية ثلاثية الألوان البشرية النموذجية، وأبسط بكثير من الرؤية رباعية الألوان النموذجية لدى الطيور والأسماك.
يمكن تحديد الفضاء اللوني الثنائي بلونين أوليين اثنين فقط. يحتوي الفضاء اللوني السلسلة اللونية الكاملة للفرد عندما تكون هذه الألوان الأولية أيضًا تدرجات لونية فريدة. يمكن توليد التدرجات اللونية الفريدة في حالة الرؤية ثنائية اللون من خلال إثارة خلية مخروطية واحدة فقط في الآن الواحد، على سبيل المثال ضوء أحادي اللون بالقرب من أطراف الطيف المرئي. يمكن أيضًا تعريف الفضاء اللوني الثنائي بتدرجات لونية غير فريدة، لكن الفضاء اللوني آنذاك لن يحتوي على السلسلة اللونية للفرد كاملة. على سبيل المقارنة، يحتاج الفضاء اللوني الثلاثي ثلاثة ألوان أولية لتحديده. ولكن حتى عند اختيار ثلاثة ألوان طيفية نقية لتكون الألوان الأولية، فإن الفضاء اللوني الناتج لن يتمكن أبدًا من أن يشمل كامل السلسلة اللونية للفرد ثلاثي الألوان.
يمكن تمثيل الرؤية اللونية لثنائيات الألوان في مستو ذي بُعدين، يمثل أحد البعدين درجة السطوع في حين يمثل البعد الآخر التدرج اللوني. إن إدراك التدرج اللوني لا يشبه التدرج ثلاثي الألوان مباشرةً، بل هو طيف يبتعد عن الأبيض (المحايد) في الوسط ليقترب إلى لونين فريدين في الطرفين. على سبيل المثال الأزرق والأصفر. على عكس ثلاثيات الألوان، يمكن توليد اللون الأبيض (الذي يُرى عندما تُثار كلتا الخليتين المخروطيتين بنفس القدر) بواسطة ضوء أحادي اللون. يعني ذلك الأمر أن ثنائيات الألوان ترى اللون الأبيض في قوس قزح.

## البشر
تُعتبر الرؤية ثنائية اللون لدى البشر شكلًا من أشكال عمى الألوان (نقص رؤية الألوان). رؤية الألوان البشرية الطبيعية ثلاثية، لذلك تحصل الرؤية ثنائية اللون من خلال فقد وظيفة إحدى الخلايا المخروطية الثلاث. يعتمد تصنيف الرؤية ثنائية اللون عند البشر على الخلية المخروطية المفقودة:
- عمى الأحمر شكل شديد من أشكال عمى اللونين الأحمر والأخضر تغيب فيه الخلية المخروطية إل. مرتبط بالجنس ويؤثر على نحو 1% من الذكور. تشمل الألوان التي تُسبب الارتباك للفرد المصاب الأزرق/الأرجواني والأخضر/الأصفر.
- عمى الأخضر شكل شديد من أشكال عمى الألوان الأحمر والأخضر تغيب فيه الخلية المخروطية إم. مرتبط بالجنس ويؤثر على نحو 1% من الذكور. تشبه رؤية الألوان فيه عمى الأحمر إلى حد كبير.[2]
- عمى الأزرق شكل شديد من أشكال عمى اللونين الأزرق والأصفر تغيب فيه الخلية المخروطية إس. هو أكثر ندرة من الأنواع الأخرى إذ يظهر في نحو 1 من كل 100000 فرد، ولكنه غير مرتبط بالجنس، لذا يؤثر على الإناث والذكور بمعدلات متماثلة. يميل المصابون به إلى الخلط بين الأخضر والأزرق، ويمكن أن يبدو لهم اللون الأصفر ورديًا.